# Krškany
Krškany (do roku 1960 odděleně: Malé a Velké Krškany, maďarsky Kiskereskény, Nagykereskény) jsou obec na jihozápadním Slovensku v okrese Levice. Žije v nich 830 obyvatel.

## Pamětihodnosti
- Římskokatolický kostel sv. Anny v části Velké Krškany, barokně–klasicistní stavba z roku 1777 s pravoúhle ukončeným presbytářem a věží tvořící součást její hmoty. Fasády kostela jsou členěny lizénovým rámem, okna jsou lemována šambránami. Věž je ukončena zvonovitou helmicí. V interiéru se nachází zděný chór. Je zaklenutý klenbou s oválným zrcadlem, svatyně českou plackou. Nachází se zde barokní oltář s obrazem sv. Anny z první poloviny 18. století. Dále se zde nachází rokoková kazatelna bez rezonanční stříšky z druhé poloviny 18. století a klasicistní křtitelnice.[3]
- Barokní kurie ve Velkých Krškanech (národní kulturní památka), dvoupodlažní stavba na půdorysu obdélníku ze 17. století. Kurie byla přestavěna v roce 1912. Má hladké fasády a valbovou střechu.[4]
- Klasicistní zámeček z první poloviny 19. století v části Malé Krškany.[4]
- Do správního území obce zasahuje část národní přírodní rezervace Horšianska dolina.